# 弦楽のための交響曲 (ウィリアム・シューマン)
弦楽のための交響曲（げんがくのためのこうきょうきょく、Symphony for Strings ）は、ウィリアム・シューマンの交響曲「第5番」に当たる作品。題名の通り、弦楽合奏のために書かれている。代表作の一つとされ、10曲の交響曲（最初の2曲は撤回）の中でも比較的よく知られている。1943年に作曲され、同年11月12日にクーセヴィツキー指揮のボストン交響楽団によって初演された。クーセヴィツキーの最初の妻だったナタリーを追悼して献呈されている。

## 楽曲構成
3楽章からなる。演奏時間は約17 - 18分。
- 第1楽章　モルト・アダージョ・エド・エネルジコ　4分の6拍子 - 8分の12拍子
- 第2楽章　ラルギッシモ
- 第3楽章　プレスト